# Филмография и награди на Стенли Кубрик
Стенли Кубрик режисира 13 филма и 3 кратки документални филма през кариерата си от 1951 до 1999. Много от филмите му са номинирани за Оскар или Златен глобус, но единственият му личен Оскар е като режисьор на 2001: Космическа одисея

## Филмография
| Година | Филм                            | Режисьор | Сценарист  | Продуцент  | Бележки                                                                         |
| ------ | ------------------------------- | -------- | ---------- | ---------- | ------------------------------------------------------------------------------- |
| 1951   | Day of the Fight                | Да       | Да         | Да         | Кратък документален; Също сценограф, монтажист (неспоменат) и звук (неспоменат) |
| 1951   | Flying Padre                    | Да       | неспоменат |            | Кратък документален; Също сценограф                                             |
| 1953   | Страх и желание                 | Да       |            | Да         | Режисьорски дебют; Също сценограф, монтажист (неспоменат) и звук (неспоменат)   |
| 1953   | The Seafarers                   | Да       |            |            | Кратък документален; Сценограф, монтажист и звук                                |
| 1955   | Целувката на убиеца             | Да       | История    | Да         | Също сценограф и монтажист                                                      |
| 1956   | Убийство                        | Да       | Да         | неспоменат |                                                                                 |
| 1957   | Пътища на славата               | Да       | Да         | неспоменат | Сценарист заедно с Калдър Уилингам и Джим Томпсън                               |
| 1960   | Спартак                         | Да       |            |            |                                                                                 |
| 1962   | Лолита                          | Да       | неспоменат | неспоменат |                                                                                 |
| 1964   | Д-р Стрейнджлав                 | Да       | Да         | Да         | Сценарист заедно с Тери Сътърн и Питър Джордж                                   |
| 1968   | 2001: Космическа одисея         | Да       | Да         | Да         | Сценарист заедно със Артър Кларк; Също специални фото ефекти, дизайн и режисура |
| 1971   | Портокал с часовников механизъм | Да       | Да         | Да         | Също допълнителен оператор (неспоменат)                                         |
| 1975   | Бари Линдън                     | Да       | Да         | Да         |                                                                                 |
| 1980   | Сиянието                        | Да       | Да         | Да         | Сценарист заедно с Даян Джонсън                                                 |
| 1987   | Пълно бойно снаряжение          | Да       | Да         | Да         | Сценасист заедно с Майкъл Хер и Густав Хасфорд                                  |
| 1999   | Широко затворени очи            | Да       | Да         | Да         | Сценасист заедно с Фредерик Рафаел; Също допълнителен оператор (неспоменат)     |
| 2001   | A.I.: Изкуствен интелект        |          | неспоменат | Да         | Продуцент, концептуалист и оригинален очерк на историята (неспоменат)           |

## Награди и номинации
Всички филми на Кубрик от Пътища на славата до края на кариерата му, с изключение на Сиянието са номинирани за Оскар или Златен глобус в разнообразни категории. 2001: Космическа одисея получава множество технически награди, включително Бафта за Джефри Унсуърт и Оскар за Най-добри визуални ефекти, който Кубрик (като режисьор на специалните ефекти на филма) получава. Това е единственият личен Оскар, който печели от общо 13 номинации. Повечето номинации на филмите му са в сферата на кинематографията, арт дизайн, сценарий и музика. Само четири от филмите му получават номинация за БАФТА или Оскар за актьорска игра:Спартак,Лолита,Д-р Стрейнджлав и Портокал с часовников механизъм.

### Оскари
Първият филм на Кубрик получил номинация за Оскар е Д-р Стрейнджлав на церемонията от 1965 г, а последният е Пълно бойно снаряжение през 1988 г. В кариерата си Кубрик режисира общо 5 филма, номинирани за Оскар, като общият брой на номинациите им е 13.

### Награди на Британската Филмова Академия
Кубрик получава три награди БАФТА от общо 11 номинации. Филмите с които печели са съответно: Д-р Стрейнджлав през 1965 г. и Бари Линдън през 1977 г.

### Награди Златен глобус
Кубрик получава една Награда Златен глобус през 1961 за филма Спартак. Общият брой на номинациите му е 5.

### Награди Хюго
Кубрик печели и трите си номинации за Награда Хюго съответно през: 1965 г. за Д-р Стрейнджлав, 1969 г. за 2001: Космическа одисея и 1972 г. за Портокал с часовников механизъм.